# Honor (Michigan)
Pour les articles homonymes, voir Honor.
Honor est un village du comté de Benzie, dans l'État du Michigan, aux États-Unis. En 2020, il comptait une population de 337 habitants.